# Lena Headey
Lena Kathren Headey (Hamilton, 3 oktober 1973) is een Brits actrice. Zij werd genomineerd voor onder meer een Golden Globe, vijf keer voor een Saturn Award en vijf keer voor een Emmy Award voor haar rol als Cersei Lannister in Game of Thrones.

## Carrière
Headey werd geboren in Bermuda, waar haar vader voor zijn werk als politieofficier naar uitgezonden werd. Ze werd op zeventienjarige leeftijd ontdekt toen ze een schooloptreden verzorgde in het Royal National Theatre en gevraagd voor een rol in de film Waterland, die in 1992 werd uitgebracht.
Headey vervulde gedurende lange tijd bijrollen in films. In Imagine Me & You, die in 2005 werd uitgebracht, speelde ze haar eerste memorabele hoofdrol. Sindsdien is ze verschenen in een groot aantal films. Ze speelde al meerdere keren een biseksuele of lesbische vrouw, onder andere in Mrs. Dalloway en Imagine Me & You.
Headey werd in 2007 uitgekozen om Sarah Connor te spelen in The Sarah Connor Chronicles. De reacties op de pilotaflevering waren wisselend. De serie heeft het echter twee seizoenen volgehouden en was toch redelijk populair.
Headey kreeg in 2011 de rol van koningin Cersei Lannister in de televisieserie Game of Thrones, waarin ze in 63 afleveringen als zodanig te zien is.

## Filmografie
- 1992: Waterland
- 1993: The Remains of the Day
- 1994: The Jungle Book
- 1998: Mrs. Dalloway (film)
- 2000: Gossip
- 2002: Ripley's Game
- 2005: The Cave
- 2005: The Brothers Grimm
- 2005: Imagine Me & You
- 2006: 300
- 2007: The Contractor
- 2007: St. Trinian's
- 2008: The Broken
- 2008: Der Rote Baron
- 2008-2009: Terminator: The Sarah Connor Chronicles (tv-serie)
- 2012: Dredd
- 2013: The Purge
- 2013: The Mortal Instruments: City of Bones
- 2014: 300: Rise of an Empire
- 2015: Zipper
- 2016: Kingsglaive: Final Fantasy XV
- 2016: Pride and Prejudice and Zombies
- 2017: Thumper
- 2018: Walk Like a Panther
- 2017-2018: Trollhunters (stem, 13 afleveringen)
- 2011-2019: Game of Thrones (tv-serie, 63 afl.)
- 2019: The Dark Crystal: Age of Resistance (tv-serie, 5 afl.)
- 2019: Fighting with My Family
- 2019: The Flood
- 2021: Twist
- 2021: Gunpowder Milkshake
- 2022: 9 Bullets
- 2022: DC League of Super-Pets (stem)

## Persoonlijk leven
Headey trouwde in 2022 met acteur Marc Menchaca, haar derde echtgenoot. Ze was eerder getrouwd met Peter Paul Loughran (2007-2013) en Dan Cadan (2018-2019). Met eerstgenoemde kreeg ze een zoon en met die laatste een dochter. Sinds haar carrière begon in 1992 met de film Waterland heeft Headey bokslessen gevolgd. Ze is vegetariër en en woont in Londen. 